# Ґожиці (Вжесінський повіт)
Ґожиці (пол. Gorzyce) — село в Польщі, у гміні Мілослав Вжесінського повіту Великопольського воєводства.
Населення — 245 осіб (2011).
У 1975-1998 роках село належало до Познанського воєводства.

## Демографія
Демографічна структура станом на 31 березня 2011 року:
|          | Загалом | Допрацездатний вік | Працездатний вік | Постпрацездатний вік |
| -------- | ------- | ------------------ | ---------------- | -------------------- |
| Чоловіки | 127     | 27                 | 93               | 7                    |
| Жінки    | 118     | 27                 | 74               | 17                   |
| Разом    | 245     | 54                 | 167              | 24                   |